# Prhutova Draga
Prhutova Draga – wieś w Chorwacji, w żupanii primorsko-gorskiej, w mieście Čabar. W 2011 roku liczyła 3 mieszkańców.